# باتامارا
باتامارا (به لاتین: Batamara) یک روستا در بنگلادش است که در استان باریسال و در ناحیه باریسال واقع شده است.